# Erica embothriifolia
Erica embothriifolia är en ljungväxtart som beskrevs av Richard Anthony Salisbury. Erica embothriifolia ingår i släktet klockljungssläktet, och familjen ljungväxter.

## Underarter
Arten delas in i följande underarter:
- E. e. longiflora
- E. e. subaequalis